# Yanic Truesdale
Yanic Truesdale (Montreal, Quebec, 17 de marzo de 1970) es un actor canadiense, conocido por su papel de Michel Gerard en Las chicas Gilmore.
Estudió en el National Centre School de Canadá antes de participar en la serie canadiense "he shoots, he scores". Fue nominado a un premio Gemini por su papel en la serie "Roommates".